# FC Florești
FC Florești är en fotbollsklubb i Florești i Moldavien som grundades 2017.

## Meriter
- Divizia A
mästare (1): 2019
- Divizia B
mästare (1): 2017

## Placering tidigare säsonger
| Säsong  | Nivå | Liga              | Placering | Referens | Notering                          |
| ------- | ---- | ----------------- | --------- | -------- | --------------------------------- |
| 2017    | 3    | Divizia B         | 1         | [ 1 ]    | Uppflyttad till Divizia A         |
| 2018    | 2    | Divizia A         | 2         | [ 2 ]    |                                   |
| 2019    | 2    | Divizia A         | 1         | [ 3 ]    | Uppflyttad till Divizia Națională |
| 2020/21 | 1    | Divizia Națională | 7         | [ 4 ]    |                                   |
| 2021/22 | 1    | Divizia Națională | 8         | [ 5 ]    |                                   |